# Nerfs palatins
Les nerfs palatins sont des nerfs du palais mou, des amygdales et de la muqueuse de la cavité nasale.
La plupart de leurs fibres sont dérivées du nerf maxillaire.
Dans les textes plus anciens, ils sont généralement classés au nombre de trois : antérieur, moyen et postérieur.
Dans les textes plus récents et dans Terminologia anatomica, ils sont décomposés en nerf grand palatin et nerf petit palatin.